# فیلیپه (استان اشوی‌داشکسیه)
فیلیپه (به لهستانی: Filipy) یک منطقهٔ مسکونی در لهستان است که در گمینا رادوشتسه واقع شده‌است. فیلیپه ۱۶۰ نفر جمعیت دارد.